# 勝保
勝保（しょうほ、満洲語: ᡧᡝᠩᠪᠣᠣ　転写：šengboo、? - 1863年）は、清末の官僚・軍人。字は克斎。満洲鑲白旗人。スワン・グワルギャ氏（満洲語: ᠰᡠᠸᠠᠨ
ᡤᡡᠸᠠᠯᡤᡳᠶᠠ
ᡥᠠᠯᠠ suwan gūwalgiya hala、蘇完瓜爾佳氏）。

## 生涯
道光20年（1840年）に挙人となり、順天府教授、左賛善、翰林院侍講、翰林院侍読、国子監祭酒、光禄寺卿を歴任した。
咸豊3年（1853年）に太平天国が南京を陥落させると、キシャン（琦善）に従って軍務につき、揚州の郊外に江北大営を建設した。4月に太平天国軍が北伐を開始すると勝保は追撃を開始し、河南省懐慶府の包囲を解き、都統の待遇を与えられ、バトゥルの称号を得た。更に欽差大臣に任命され、軍勢は4千人を超え、対太平天国軍の主力の一翼を担った。勝保軍は天津の防衛に当たりつつ静海を包囲した。
翌咸豊4年（1854年）1月、ホルチン郡王センゲリンチン（senggerincin、僧格林沁）と共に南に逃れた北伐軍を追撃し、北伐軍は阜城に退いた。3月に勝保は太平天国の援軍を山東省で迎撃したが、臨清を占領された。しかし4月に臨清を奪回し、センゲリンチンと共に連鎮の北伐軍を包囲した。北伐軍は連鎮と高唐に兵を二分したため、清軍も二手に分かれてセンゲリンチンが連鎮の包囲を続け、勝保が高唐の包囲にあたった。咸豊5年（1855年）1月、センゲリンチンは連鎮を陥落させたが、勝保は高唐を陥落させられなかったので、朝廷から新疆への流罪に処され、代わりにセンゲリンチン軍が高唐攻略に当たった。
2年後の咸豊6年（1856年）に呼び戻され、安徽省・河南省で捻軍の鎮圧に当たることになり、翌咸豊7年（1857年）1月、固始で捻軍の盟主の張楽行を破り、捻軍の拠点を次々と攻略していった。しかし太平天国の陳玉成軍が河南省南部に入って捻軍と連合して再び固始を包囲したため、勝保は袁甲三と共に救援に駆け付け、包囲を解いた。咸豊8年（1858年）に欽差大臣督弁安徽軍務を命じられ、太平天国についていた淮北の団練の苗沛霖と捻軍の李昭寿を寝返らせた。しかし咸豊10年（1860年）、廬州・定遠の奪回に失敗したことから、欽差大臣を解かれ河南督弁軍務に移された。しかも捻軍の河南省西部への侵入を防げなかったことから兵権も解かれて北京に呼び戻され、光禄寺卿に降格となった。
同年のアロー戦争でイギリス・フランス連合軍が天津から北京に進撃した際には、勝保は敗北したものの勇戦したため兵部侍郎・欽差大臣に昇進した。咸豊11年（1861年）に咸豊帝が死去すると西太后・東太后・恭親王奕訢と怡親王載垣・鄭親王端華・粛順らが対立したが、勝保は西太后・恭親王を支持した。辛酉政変で西太后らが政権を奪取すると、鑲黄旗満州都統・正藍旗護軍統領に任命され、山東省・安徽省・河南省の捻軍の鎮圧にあたった。
同治元年（1862年）、勝保が寝返らせた苗沛霖が陳玉成を捕らえる功を立てた。その後、勝保は太平天国軍と回民蜂起軍を鎮圧するために陝西省に派遣されたが戦功がなく、苗沛霖が再び反旗を翻したため、政敵の潘祖蔭・袁甲三・センゲリンチンらから弾劾を受け、翌同治2年（1863年）に自害を命じられた。